# Sukapada (Cibeunying Kidul)
Sukapada is een bestuurslaag in de stadsgemeente Kota Bandung van de provincie West-Java, Indonesië. Sukapada telt 20.570 inwoners (volkstelling 2010).